# Interpretace kvantové mechaniky
Interpretace kvantové mechaniky jsou filozofické pokusy o vysvětlení fyzikální podstaty reality v mikrosvětě. Jedná se o interperetaci pojmů jako je vlnová funkce, experimentů jako je Youngův experiment či duality částice a vlnění.

## Možnosti interpretací
Nejrozšířenější interpretace kvantové mechaniky jsou:
- časově symetrická interpretace (Walter Schottky 1921) je interpretace, ve které je nutno symetricky počítat i s vývojem v opačném směru toku času (teorie relativity je také symetrická vůči času). Později (v roce 1955) vytvořil Satosi Watanabe (studoval u de Broglieho) vektorový formalismus dvojitě inferenčních stavů (DIVF). A dále pak roku 1964 (např. Yakir Aharonov, který spolupracoval s Bohmem) je vytvořen dvoustavový vektorový formalismus (TSVF). Obdobnou časovou symetrii vykazuje i Wheeler–Feynmanova časově symetrická teorie, která (jako Machův princip) nemá jisté teoretické problémy. Ta v roce 1984 motivačně vedla i ke vzniku transakční interpretace kvantové mechaniky (TIQM).
- souborová interpretace (též minimalistická, Max Born 1926) je statistická a agnostická interpretace.
- Kodaňská interpretace (též ortodoxní nebo standardní interpretace, Niels Bohr 1927–1935) - Nejznámější a nejčastější[1] interpretace kvantové mechaniky, v níž při měření dochází k redukci vlnové funkce v souladu s postulátem o redukci vlnové funkce (John von Neumann se dokonce domníval, že kolaps vlnové funkce způsobuje vědomí experimentátora a John Archibald Wheeler dokonce, že existence experimentátora existenci vesmíru - antropický princip). Jedná se o pravděpodobnostní popis. Werner Heisenberg (habilitace u Maxe Borna), působící i v Kodani u Nielse Bohra, je pak proponentem statistické interpretace a ostatní interpretace považoval za nesmyslné.[2] Na Solvayské konferenci v roce 1927, kdy Albert Einstein řekl, že „God does not play dice“ a Bohr mu odpověděl „Einstein, stop telling God what to do“, došlo k převládnutí kodaňské interpretace. Zde zastával Einstein (metafyzický vědecký realismus), aby vědecká metoda měla přísnější pravidla, ale zvítězil tehdy převládající instrumentalismus („antirealismus“). A tak tehdejší nedokonalost přístrojů vedla ke statistické interpretaci zákonitostí. Později i Erwin Schrödinger vyjádřil pochybnost se statistickou interpretací pomocí myšlenkového experimentu zvaného Schrödingerova kočka.[3] Bohrova koncepce kvantové teorie není zaměnitelná za Kodaňský výklad v pojetí Heisenberga a dalších.
- de Broglie–Bohmova interpretace (Louis de Broglie (1927), David Bohm (1952)) je teorie (někdy zvaná též teorie "pilotní vlny"[4]), která je deterministická a nelokální ("Bohmova mechanika"). Již roku 1926 Erwin Madelung přišel s hydrodynamickou interpretací Schrödingerovy rovnice z roku 1925. Madelungovy rovnice již obsahují Bohmův kvantový potenciál Q. Interpretaci zastával i John Stewart Bell a podle Murray Gell-Manna Bohr vymyl mozky celé generaci fyziků.[5]
- Mnohasvětová interpretace (Hugh Everett 1957) - Interpretace, v níž měření nezpůsobí redukci vlnové funkce, ale způsobí rozdělení vesmíru na mnoho téměř identických vesmírů, které se liší pouze hodnotou naměřené veličiny. V této interpretaci je všechno možné (všechny varianty světa jsou reálné), což někteří fyzici považují za příliš extrémní. V roce 1970 interpretaci rozvinul Dieter Zeh na mnohamyslovou interpretaci. Zde dochází k výběru vesmíru v mysli pozorovatele.
- Relační interpretace (Rovelli 1994[6])
- Dekoherence - Interpretace, kde redukci vlnové funkce systému způsobuje interakce systému s prostředím. V mikroskopické úrovni dochází ke ztrátě koherence (podobně jako v optice). Tato interpretace je společná ostatním deterministickými interpretacím.
- Spontánní kolaps (též GRW interpretace, Ghirardi, Rimini, Weber 1986) - Interpretace přidávající do lineární Schrödingerovy rovnice nelineární člen, který s určitou pravděpodobností způsobí redukci vlnové funkce.

Kromě výše uvedených, existují i další méně rozšířené interpretace kvantové mechaniky, např. Konzistentní historie, Pondichery interpretace, atp. Postoje různých odborníků na jednotlivé otázky se stále značně liší.
Další možností je „instrumentalistická interpretace“, podle které se je třeba vzdát jakékoli interpretace (pragmatismus). Podobnost lze spatřovat i ve výroku „Shut up and calculate!“, který pronesl buď Paul Dirac či Richard Feynman, ale pravděpodobně David Mermin.

## Srovnání interpretací
| Interpretace                    | Autor (Autoř)                                                              | Deterministická? | Reálná vlnová funkce? | Unikátní historie? | Skryté proměnné? | Kolabující vlnová funkce? | Role pozorovatele? | Lokální? | Existuje Univerzální vlnová funkce? |
| ------------------------------- | -------------------------------------------------------------------------- | ---------------- | --------------------- | ------------------ | ---------------- | ------------------------- | ------------------ | -------- | ----------------------------------- |
| Souborná interpretace           | Max Born, 1926                                                             | Agnostická       | Ne                    | Ano                | Agnostická       | Ne                        | Ne                 | Ne       | Ne                                  |
| Kodaňská interpretace           | Niels Bohr, Werner Heisenberg, 1927                                        | Ne               | Ne                    | Ano                | Ne               | Ano                       | Kauzální           | Ne       | Ne                                  |
| de Broglie–Bohmova interpretace | Louis de Broglie, 1927, David Bohm, 1952                                   | Ano              | Ano                   | Ano                | Ano              | Ne                        | Ne                 | Ne       | Ano                                 |
| von Neumannova interpretace     | John von Neumann, 1932, John Archibald Wheeler, Eugene Paul Wigner         | Ne               | Ano                   | Ano                | Ne               | Ano                       | Kauzální           | Ne       | Ano                                 |
| Mnohasvětová interpretace       | Hugh Everett, 1957                                                         | Ano              | Ano                   | Ne                 | Ne               | Ne                        | Ne                 | Ne       | Ano                                 |
| Stochastická interpretace       | Edward Nelson, 1966                                                        | Ne               | Ne                    | Ano                | Ano              | Ne                        | Ne                 | Ne       | Ne                                  |
| Interpretace mnoha myslí        | Heinz-Dieter Zeh, 1970                                                     | Ano              | Ano                   | Ne                 | Ne               | Ne                        | Interpretační      | Ano      | Ano                                 |
| Konzistentní historie           | Robert B. Griffiths, 1984                                                  | Agnostická       | Agnostická            | Ne                 | Ne               | Ne                        | Interpretační      | Ne       | Ne                                  |
| Spontánní kolaps                | Ghirardiova–Riminiova–Weberova teorie, 1986, Penroseova interpretace, 1989 | Ne               | Ano                   | Ano                | Ne               | Ano                       | Ne                 | Ne       | Ne                                  |
| Transakční interpretace         | John G. Cramer, 1986                                                       | Ne               | Ano                   | Ano                | Ne               | Ano                       | Ne                 | Ne       | Ne                                  |
| Relační interpretace            | Carlo Rovelli, 1994                                                        | Agnostická       | Ne                    | Agnostická         | Ne               | Ano                       | Vnitřní            | Ne       | Ne                                  |

## Současný vývoj
Nedávné experimenty ukazují na problémy kvantové mechaniky. Heisenbergův princip neurčitosti již není považován za platný v původní formulaci. Bornovo pravidlo a princip superpozice stavů také vykazují nutnost revize.. Mysticismus je třeba odstranit z interpretací a pak výsledek nezáleží ani na experimentátorovi.